# Dopkällan

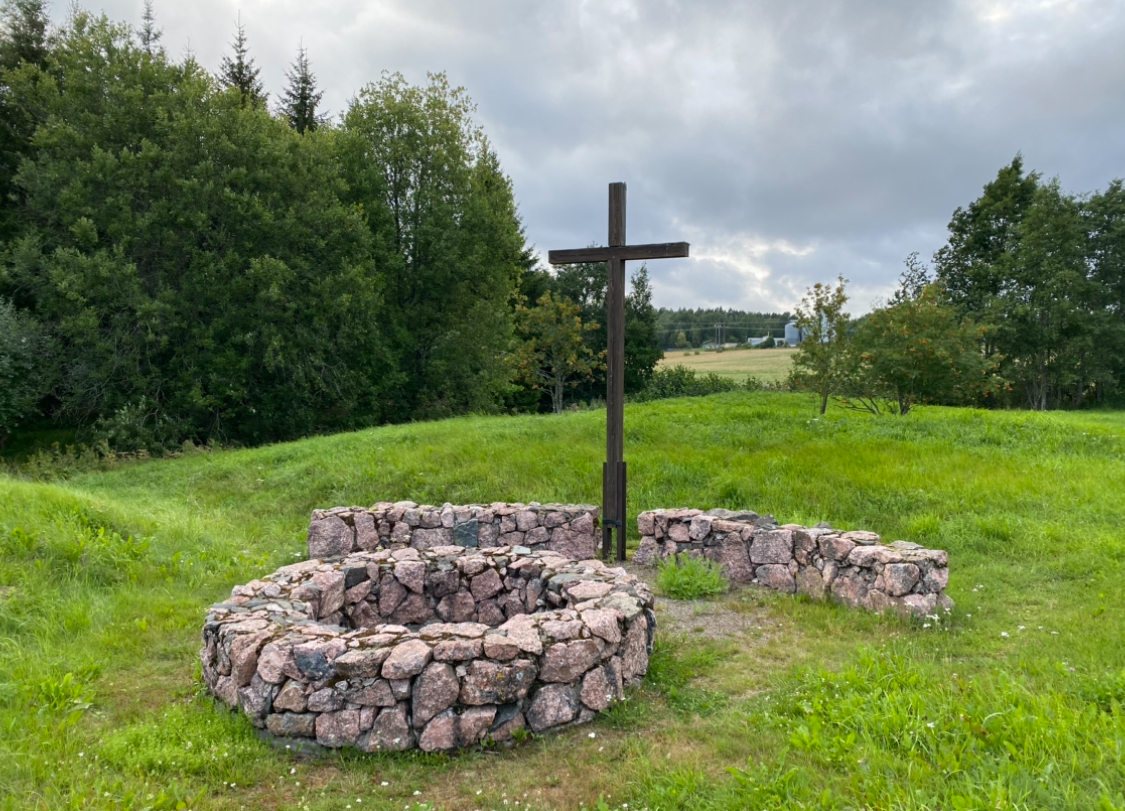
Dopkällan i augusti 2024.

Dopkällan eller Kastlähde, som är belägen i byn Tötar i Lojo i det finländska landskapet Nyland, är enligt folktraditionen en plats där de första lojoborna döptes till kristendomen i början av 1200-talet. Nära Dopkällan finns olika ortnamn som hänvisar till kristendomen som Kyrkstad och Kastmäki (dopbacke). Ett minnesmärke uppfördes på platsen av Lojo församling och föreningen Hembygdsforskningens vänner i Lojo år 2005.

## Historia
Vid Regionalväg 112 cirka 750 meter från Virkby korset ligger en plats som heter Kastmäki. Enligt folktraditionen i Lojo var källan med rikligt vatten som forsade från sluttningen, platsen där de första lojoborna döptes till kristendomen i början av 1200-talet. Det finns inga skriftliga källor om detta men man vet dock att 1200-talet var en turbulent tid i Östersjöregionen. De framväxande staterna runt Östersjön ökade sitt inflytande med krigiska seglingar i ett försök att utöka sina territorier. Ett av dessa länder var Danmark. Kung Valdemar Sejr företog ett korståg till Estland tillsammans med ärkebiskop Anders Sunesen år 1219. Efter korståget stannade biskop Sunesen i Estland i flera år för att genomföra missionsarbete och organisera kyrkliga förhållanden. År 1202 hade Sunesen gjort ett annat korståg till Finland tillsammans med hans bror.
Från Tallinn gick det en segelrutt till Porkala udd längs norra sidan av Finska viken. Pickala marknadsplats i Sjundeå låg längs rutten och man anser att det är möjligt att ärkebiskop Sunesen reste från Tallinn till Pickala i Sjundeå och från Pickala kunde han även ha fortsatt sin resa till Dopkällan i Tötar i Lojo.
En ny väg anlades från Virkby till Ingå hamn för Lojo kalkverks behov på 1960-talet. Då låg den ursprungliga Dopkällan under vägsträckningen. Vattenådern som löpte under jorden bröt dock fortfarande ut på ytan intill väglinjen. Minnesmärket över Dopkällan byggdes vid vägen år 2005.